# 柳博芙·奥尔洛娃
柳博芙·彼得罗夫娜·奥尔洛娃（羅馬化：Lyubov' Petrovna Orlova；1902年1月29日—1975年1月26日）是苏联女演员，苏联人民艺术家。

## 生平
1902年1月29日［儒略曆1月16日］生于兹韦尼哥罗德的一个贵族家庭，7岁被父亲送入音乐学校。1919年至1922年在莫斯科音樂學院学习。1922年至1925年在莫斯科戏剧学校舞蹈系进修。
1926年至1933年在聂米罗维奇-丹钦科音乐剧院工作，参加合唱、独唱表演，同时参与舞台剧演出。1926年嫁给了在苏联农业人民委员部工作的别尔津。然而别尔津在1930年的政治案件中被捕，后来被流放，再也没有音讯。1933年，她遇到了年轻的导演格里戈里·亚历山德罗夫，很快结了婚。
从1934年起，她开始出演电影。首先在默片《阿廖娜的爱情》中扮演格特任德，在《彼得堡之夜》中扮演格鲁申卡。后来在音乐喜剧片《大马戏团》、《伏尔加，伏尔加》等影片中扮演女主角，获得了很大的声誉。斯大林非常欣赏她的才能，1941年与1950年两次授予她斯大林奖。
1947年，她被授予俄罗斯苏维埃联邦社会主义共和国人民艺术家荣誉称号。1950年被授予苏联人民艺术家荣誉称号。
1975年1月26日在莫斯科去世。安葬于新圣女公墓。

## 纪念
苏联天文学家柳德米拉·朱拉夫寥娃于1972年发现的小行星3108以她的名字命名。1976年南斯拉夫建造的一艘邮轮以她的名字命名。
2019年117周年诞辰登上了Google首页涂鸦。

## 主要参演
| 年份 | 电影                 | 饰演                             | 获奖                     |
| ---- | -------------------- | -------------------------------- | ------------------------ |
| 1934 | 《无忧天使》         | 阿纽塔                           |                          |
| 1936 | 《大马戏团》         | 马里昂·迪克森                    | 1941年斯大林奖           |
| 1938 | 《伏尔加，伏尔加》   | 邮递员                           | 1941年斯大林奖           |
| 1940 | 《光明之路》         | 达尼亚                           |                          |
| 1947 | 《春天》             | 学者尼基京娜及其孪生姊妹沙特洛娃 | 威尼斯电影节女演员特别奖 |
| 1949 | 《易北河会师》       | 美国间谍                         | 1950年斯大林奖           |
| 1950 | 《作曲家莫索尔斯基》 | 歌手                             |                          |
| 1952 | 《音乐家格林卡》     | 格林卡的妹妹                     |                          |